# Карл IV (король Іспанії)
Карл IV, Карлос IV де Борбон (ісп. Carlos IV de Borbón; 11 листопада 1748 — 20 січня 1819) — король Іспанії (1788-1808), походив з династії Бурбонів. Почав володарювати після смерті свого батька Карла III.

## Молоді роки
Другий син короля Іспанії Карла III і Марії Амалії Саксонської,через божевілля свого старшого брата Філіппа ще в дитинстві був оголошений спадкоємцем престолу.
Батько Карла — король Іспанії Карл III — приділяв велику увагу освіті свого сина. Карл з дитинства не виявляв сили характеру та рішучості. Карл III мав суттєві сумніви щодо здібностей майбутнього короля.
Наприкінці правління Карла III тоді ще інфант Карл намагався відігравати активнішу роль у політиці, брав участь в інтригах. Але всі його дії виявилися невдалими. Карла відсторонили від участі в будь-якій діяльності.

## Правління
14 грудня 1788 року Карл став королем Іспанії. Спочатку він намагався продовжувати політичний та економічний курс попередника. Ситуацію погіршив зовнішній фактор — революція у Франції. У той же час більшість іспанських політиків та король не звернули на ці події значної уваги. Вони вважали, що події у Франції не можуть статися в Іспанії.
І, все ж таки, були вжито заходи, щоб попередити можливі проблеми:
- розпущено кортеси;
- посилено нагляд за поштою та пресою із залученням інквізиції;
- сконцентровано військо на Піренейському кордоні із Францією;
- відсторонено від влади реформаторів.

Особисто Карл IV вважав своїм завданням врятувати монархію французького короля Людовика XVI. Це була підтримка як монарха, так й родича — Бурбона.
У 1790 році були направлені різкі ноти на підтримку короля Людовика XVI, що викликало гнів у Франції. Жорстка лінія, яку проводив уряд Флоридабланки на підтримку французького короля, тільки погіршила його становище. 28 лютого 1792 року змінено уряд. Новим першим міністром став Аранда. При ньому були прийняті заходи по долученню шляхти до державного управління, послаблено цензуру.

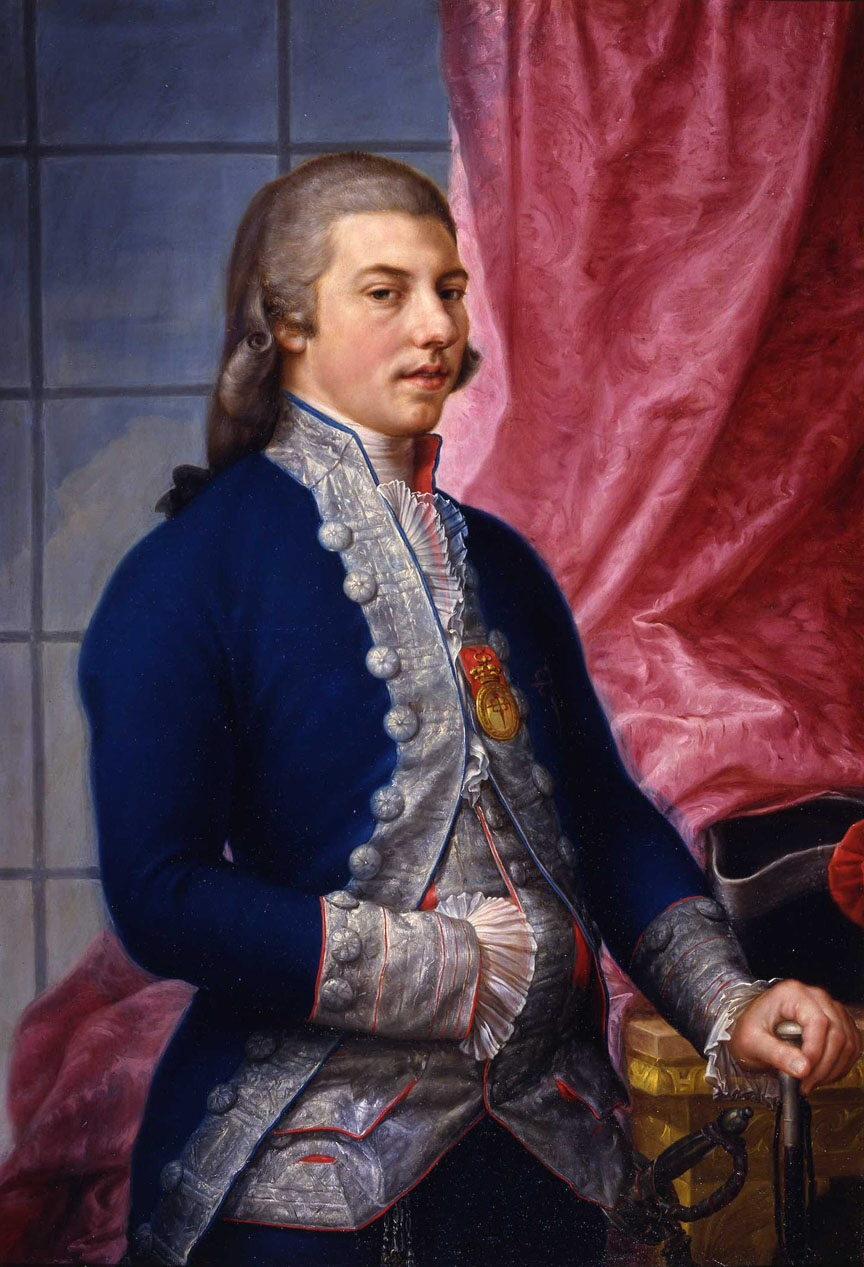
Мануель де Годой, перший міністр Іспанії

Швидкі політичні зміни у Франції, а саме, арешт Людовика XVI, перемоги революційних армій над Австрією та Пруссією змусило Карла IV розмірковувати над дилемою: здійснити військове втручання у Францію або зберегти нейтралітет. Врешті-решт, хитке міжнародне становище обумовило падіння кабінету Аранди 15 листопада 1792 року. Новим головою уряду став Годой, який отримав титул герцога Алькудія. Йому було доручено важливе завдання — порятунок королівської сім'ї Франції. Були використанні усі засоби, навіть спроба підкупу членів французького Конвенту. Після страти Людовика XVI Іспанія оголосила війну республіканській Франції. Але перемоги французів та економічні негаразди змусили уряд Годоя в жовтні 1794 року почали переговори про мир, який було укладено в липні 1795 року у Базелі (Швейцарія). Іспанія повернула втрачені прикордонні території, але відмовлялася від Санто-Домінго (східна частина о. Гаїті) на користь Франції. Карл IV заявив про велику дипломатичну перемогу та нагородив Годоя титулом «князь миру». У 1796 році Іспанія уклала політичний союз із Францією та вступила у війну з Англією, що завдало економіці Іспанії значної шкоди — Англія практично перервала зв'язок метрополії з її американськими колоніями. Поразки у цій війні спричинили відставку Годоя, головою уряду став Сааведра, який був реформістом.
Ситуація знову змінилася з приходом до влади у Франції Наполеона Бонапарта. Залежність Іспанії від північного сусіда посилилася. У жовтні 1800 року Іспанія уклала з Францією другий Сан-Ільдефонський договір. Втручання Бонапарта в іспанські справи призвело до повернення у владу Годоя. В травні 1801 року Годой на чолі 60-тисячної армії вдерся й окупував Португалію. Війна тривала три тижні і отримала назву помаранчевої. У 1802 році Іспанія разом з Францією уклали мирну угоду з Англією у місті Ам'єн. Дії Годоя все більше викликали незадоволення у знаті. Вона об'єдналася навколо спадкоємця трону — Фернандо. В цих обставинах Іспанія у грудні 1804 року розпочала нову війну з Англією. Того ж місяця об'єднані флоти Франції та Іспанії були розгромлені англійською ескадрою на чолі з Нельсоном.
Складна політична ситуація, перемоги супротивників Наполеона в Європі, поразки самої Іспанії, змусили Годоя коливатися: то він підтримував Францію, то намагався зблизитися з Англією та Австрією, то шукав підтримки інфанта Фердинанда. В цих обставинах Карл IV грав підпорядковану роль — він сліпо вірив у свого міністра. Позиції Наполеона Бонапарта в Іспанії ще більше посилилися, коли інфант Фердинанд звернувся до нього з проханням посприяти з одруженням на представниці династії Бонапартів.
У жовтні Карл VI і Наполеон уклали нову угоду в Фонтенбло. Іспанія передавала Франції Португалію. Незадоволенні на чолі із Фердинандом планували державний заколот. Ці плани було викрито. Але вже 17 березня 1808 року Годоя заарештовано. 19 березня — Карл VI зрікся престолу на користь сина — Фернандо. Карл зустрівся у Байонні з Наполеоном. Там його було затримано до кінця Наполеонових війн у 1814 році.
Помер Карл у Неаполі 1819 року.

## Родина

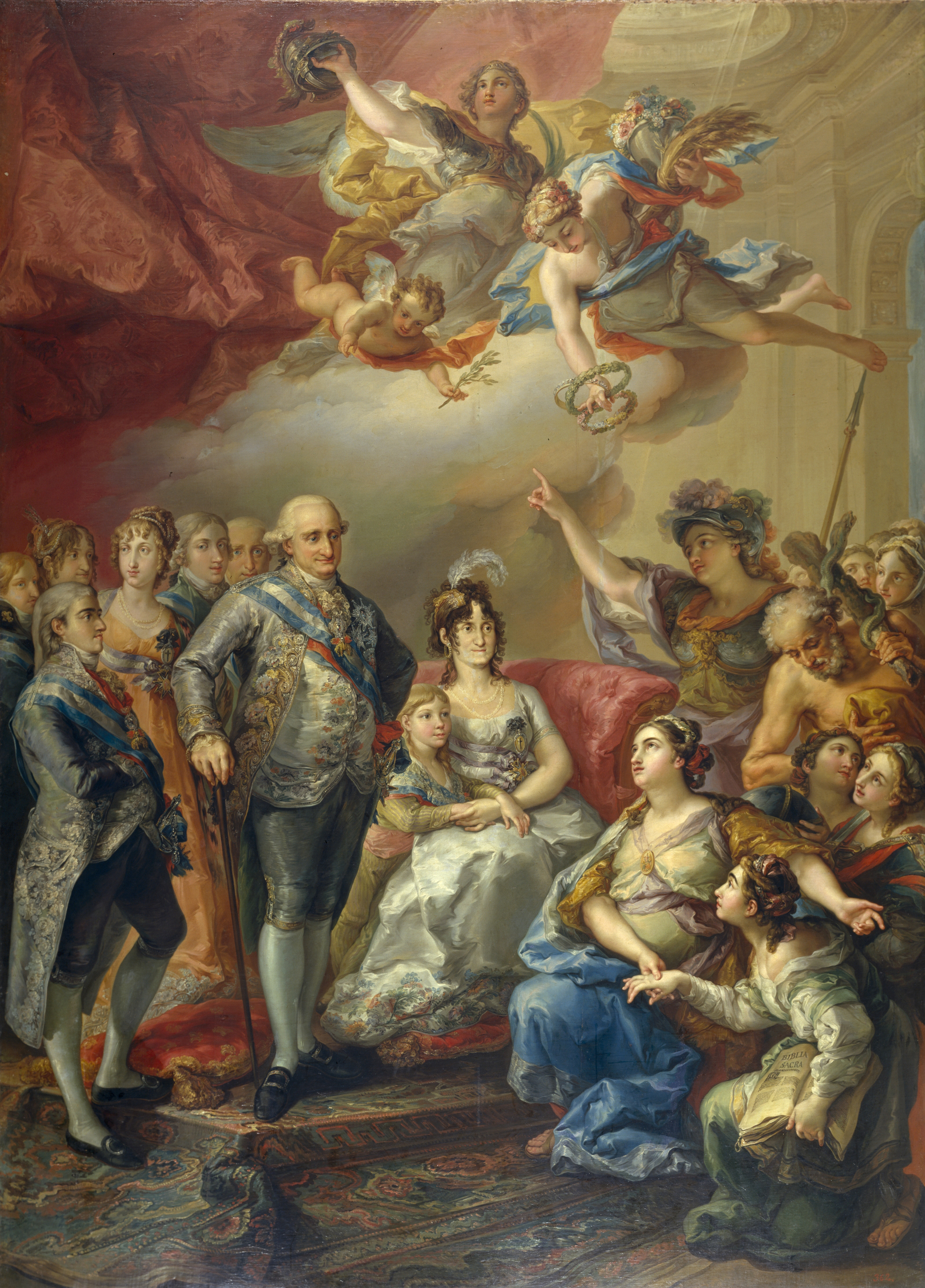
Король Іспанії Карл IV із сім'єю

Дружина — Марія Луїза Бурбон-Пармська
Діти:
- Карлота Хоакіна (1775—1830) — дружина Жуана VI, короля Португалії
- Марія Амалія (1779—1798), дружина свого дядька Антоніо Паскуаль Іспанського
- Маря Луїза Хосефіна (1782—1824) — дружина Людвига I, короля Етрурії
- Фернандо (1784—1833), король Іспанії
- Карл (1788—1855), граф Моліна
- Марія Ізабела (1789—1848) — дружина Франциска I, короля Обох Сицилій
- Франсіско де Паула де Бурбон (1794—1865), герцог Кадиський, генерал-капітан